# Classe Commerce de Marseille
La classe Commerce de Marseille, nota anche come classe Océan, fu una serie di vascelli da 118 cannoni progettata da Jacques Noël Sané e costruita durante la Rivoluzione francese. Il vascello capoclasse fu catturato dagli inglesi durante l'assedio di Tolone del 1793 e rimase in servizio per pochi anni, venendo destinato ai servizi in porto nel 1800 proprio a causa della sua debolezza strutturale. La classe è a volte conosciuta col nome della seconda nave, l'Océan, proprio per la prematura cattura della sua capoclasse. Gli inglesi, dopo la cattura definiranno il vascello
Le navi di questa classe, a tre ponti, erano molto più costose dei vascelli a due ponti da 74 o 80 cannoni e venivano usate come ammiraglie di squadra.

## Struttura
La nave era maneggevole, ma non tutti i commenti erano favorevoli. Per alcuni comandanti della Royal Navy le navi francesi in generale, compresa questa classe, erano navi poco solide e con stive scarsamente capaci, quindi poco adatte ad immagazzinare il necessario alle lunghe missioni tipiche della marina britannica; questo non era invece un problema per le squadre francesi, le cui missioni erano di norma relativamente brevi.

## Armamento
Anche se denominato « vascello da 118 cannoni », le unità della classe portavano da 124 (secondo il regolamento del 1786) a 136 (secondo il regolamento del 1806) pezzi di artiglieria conteggiando anche le carronate :

32 cannoni da 36 libbre sul ponte di batteria inferiore;

34 cannoni da 24 libbre sul ponte di batteria superiore;

34 cannoni da 12 libbre sul ponte di coperta;

18 cannoni da 8 libbre e 6 obici da 36 libbre sul castello.

il peso totale di una bordata era di 1 368 libbre di palle in ghisa.
A partire dall'Impérial, varato nel 1803, i cannoni da 12 libbre della terza batteria (ponte di coperta) vengono rimpiazzati da cannoni da 18 libbre.

il peso totale di una bordata passò a 1 470 libbre di palle in ghisa.
A partire dall'Austerlitz, varato nel 1806, l'armamento dei castelli viene modificato passando a 14 cannoni da 8 libbre e 12 carronate da 36 libbre.

Il peso di una bordata passa a 1 562 libbre in ghisa.
Sotto la monarchia di Luglio ed il Secondo impero i vascelli della classe vengono successivamente riarmati con 120 cannoni da 30 libbre.

Il peso di una bordata passa a 1 902 libbre in ghisa.

## Navi della classe
| Nome                  | Arsenale  | Costruzione | Storia | Fine                                                                                 |
| Commerce-de-Marseille | Tolone    | 1786-1790   | catturato dai britannici a Tolone nell'agosto 1793 viene ribattezzato HMS Commerce-de-Marseille; troppo danneggiato da un uragano nel 1795, viene trasformato in pontone prigione e demolito nel 1802 |                                                                                      |
| États-de-Bourgogne    | Brest     | 1786-1790   | ribattezzato Montagne nel 1793, fu la ammiraglia di Villaret-Joyeuse de della squadra dell'Atlantico fino alla battaglia del 13 prairial anno II, e della disastrosa campagna del Grande inverno, dicembre 1794, febbraio 1795. Ribattezzato Peuple il 27 maggio 1795, e con ancora l'insegna di Villaret-Joyeuse, partecipe il 23 giugno 1795 alla battaglia di Groix. Diviene Océan il 26 giugno 1795 e sotto questo nome partecipa alla spedizione di Santo Domingo nel 1801. Sotto il Primo Impero restò a lungo a Brest ma nel 1809 fu l'ammiraglia della squadra comandata dall'ammiraglio Zacharie Allemand che si appresta a partire per le Antille quando viene attaccata da brulotti alla battaglia dell'isola d'Aix dove scampa per poco ad un incendio. | demolito nel 1855                                                                    |
| Dauphin-Royal         | Tolone    | 1790-1793   | ribattezzato Sans-Culotte nel 1792, partecipa ai combattimenti all'isola d'Hyère, poi alla battaglia di Genova il 14 marzo 1795. Ribattezzato l’Orient nel 1795, fu ammiraglia della squadra del Mediterraneo che sfugge alla flotta di Nelson, si impadronì di Malta e fece sbarcare l'esercito di Bonaparte ad Alessandria d'Egitto durante la campagna d'Egitto nel 1798. | Ritrovato da Nelson il 1º agosto 1798, esplose durante la battaglia navale di Abukir |
| Peuple                | Brest     | 1793-1803   | ribattezzato Vengeur nel 1794 poi l'Impérial nel 1805 | affondato dopo la battaglia di Santo Domingo nel 1806                                |
| République-française  | Rochefort | 1794-1803   | ribattezzato Majestueux nel 1803, ammiraglia di Zacharie Allemand nel 1805-1806 | demolito nel 1839                                                                    |
| l’Austerlitz          | Tolone    | 1806-1809   | | demolito nel 1837                                                                    |
| Marengo               | Rochefort | 1807-1851   | ribattezzato Ville-de-Vienne nel 1807, Comte-d'Artois nel 1814 e Ville-de-Paris nel 1830 | demolito nel 1882                                                                    |
| Monarque              | Tolone    | 1809-1810   | ribattezzato Wagram en 1810 | demolito nel 1837                                                                    |
| Montebello            | Tolone    | 1810-1813   | | demolito nel 1867                                                                    |
| Impérial              | Tolone    | 1810-1814   | ribattezzato Royal-Louis nel 1814 | demolito nel 1825                                                                    |
| Tonnant               | Rochefort | 1811-1854   | ribattezzato Louis-XIV en 1828 | demolito nel 1880                                                                    |
| Roi de Rome           | Brest     | 1811-       | ribattezzato l'Inflexible nel 1814 poi Sans-Pareil nel 1815 | costruzione abbandonata nel 1815                                                     |
| Inflexible            | Cherbourg | 1812-1840   | ribattezzato Duc-de-Bordeaux nel 1824, Friedland nel 1830 e Colosse nel 1865 | demolito nel 1864                                                                    |
| Héros                 | Tolone    | 1812-1813   | | demolito nel 1828                                                                    |
| Formidable            | Tolone    | 1813-1824   | ribattezzato Trocadéro nel 1823 | demolito nel 1836                                                                    |
| Souverain             | Tolone    | 1813-1840   | | demolito nel 1885                                                                    |